# Costa del Carmel
Costa del Carmel és un consell regional del districte de Haifa d'Israel. Es troba entre Haifa i Hadera, al llarg de la costa mediterrània.
El municipi de Costa del Carmel agrupa els nuclis de població següents:
- Quibuts: Bet Oren (בית אורן), En Karmel (עין כרמל), Hahoterim (החותרים), Maagan Mikhael (מעגן מיכאל), Mayan Tseví (מעיין צבי), Nahxolim (נחשולים), Nevé Yam (נווה ים), Sedot Yam (שדות ים).
- Moixavim: Bat Xelomó (בת שלמה), Bet Hananya (בית חנניה), Dor (דור), En Ayyala (עין איילה), Geva Karmel (גבע כרמל), Kerem Maharal (כרם מהרל), Megadim (מגדים), Ofer (עופר), Tserufa (צרופה).
- Moixav xitufí: Habonim (הבונים), Nir Ezyon (ניר עציון).
- Altres assentaments comunitaris: Atlit (עתלית), Qesaryya (קיסריה),
- Altres pobles: Bet Tseví (בית צבי), En Hod (עין הוד), Kefar Gallim (כפר גלים), Meïr Xefeya (מאיר שפיה).